# Breguet 941
Dimensions
Le Breguet 941 est un avion de transport ADAC (STOL en anglais) du constructeur français Breguet. Il a la particularité d'avoir une aile entièrement soufflée par les hélices et des volets pouvant se déployer à 95°, lui permettant de se poser et d'atterrir sur des distances très courtes.
Les études de l’avionneur sur le Breguet 940 devaient déboucher sur un avion de transport moyen à même de servir dans les forces aériennes mais également dans le civil. Devant l’avancée de ces études le gouvernement français commanda un prototype volant en février 1960, privilégiant une utilisation militaire. Le Ministère de la Défense débloqua  25% du budget, le reste étant à la charge de Breguet. Le premier prototype fut rapidement assemblé et effectua son premier vol le 1er Juin 1961.

## Développement
Capable de décoller en 250 mètres et d'atterrir en 185 mètres, ce quadrimoteur mets en œuvre la technique d'hypersustentation par aile soufflée.
Les ailes sont équipées de volets doubles déployables jusqu'à une incidence proche de 95° et les hélices de grand diamètre (4 mètres) soufflent la voilure sur toute son envergure.
De multiples essais en soufflerie avaient montré l'intérêt de la solution ; toutefois, les quatre hélices devaient être interconnectées afin d'assurer un soufflage régulier sur toute la voilure, en particulier en cas de panne d'un des turbopropulseurs, toute la voilure restait soufflée de manière égale avec une puissance réduite à 75% de la normale. Ceci imposait la présence d'arbres de transmission reliant les quatre boîtiers d'engrenage réducteurs situés entre les turbines et les hélices, un montage complexe et délicat. Les moteurs intérieurs tournent dans le sens des aiguilles d'une montre et les moteurs  extérieurs en sens inverse, afin d'éliminer l'effet de couple.
Le prototype fit son premier vol le 21 mai 1958.
En dépit de vols de démonstration prometteurs et d'un accord de licence avec McDonnell Douglas, seuls quatre exemplaires furent construits pour l'armée de l'air française et le principe n'eut pas de suite, malgré un marché prometteur envisagé non seulement pour les militaires mais, aussi, chez les opérateurs civils dans des régions isolées du grand nord ou même dans le cadre de liaisons métropolitaines. Aussi connu sous le nom de McDonnell-Douglas 188, il a été prêté notamment à American Airlines et Eastern Air Lines afin d'expérimenter la desserte d'aéroports situés en centres-villes .
Une démonstration a notamment eu lieu aux portes de Paris sur l'héliport de Paris - Issy-les-Moulineaux (moins environné de grands immeubles que de nos jours)
Au cours de la tournée de démonstrations aux États-Unis du 9 juin 1964 au 16 avril 1965, l'appareil est accidenté par la bévue d'un pilote d'essais militaire américain qui met les hélices en "reverse" en pleine phase d'atterrissage. L'appareil très endommagé sera réparé chez Mac Donnell Douglas, ce qui a peut-être permis aux ingénieurs américains de l'examiner sous toutes les coutures, et de développer leurs propres ADAC, notamment le YC-15.
En 1967, un exemplaire de cet appareil assurait les prises de vue des voitures dans la ligne droite des Hunaudières, lors des 24 Heures du Mans car l'hélicoptère était trop lent pour suivre les véhicules lancés à plus de 300 km/h.

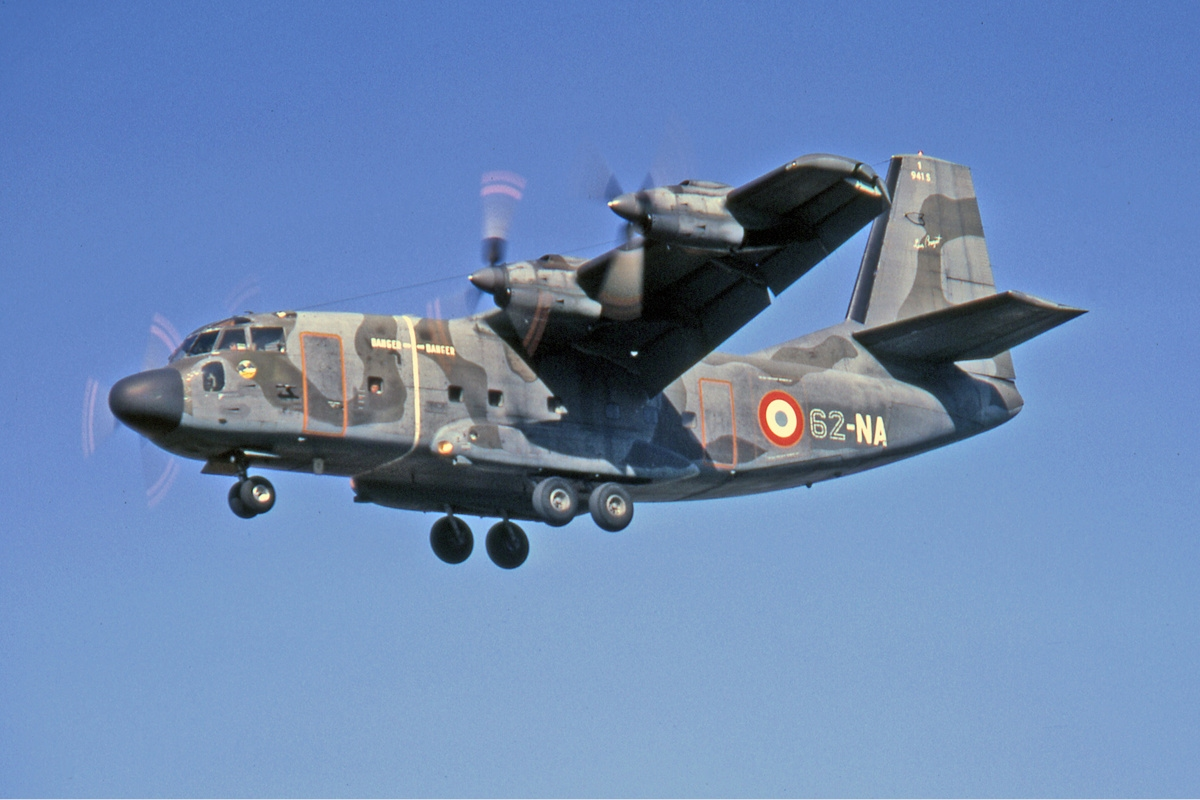
Un Breguet 941 à Berlin-Ouest en 1972.

Quatre exemplaires de série furent intégrés dans l'armée de l'air française. Ils y restèrent en service – à la 62e escadre de transport déployée sur la base aérienne 112 de Reims) à partir de 1970 – pendant un temps assez court. En effet, le 1er août 1974 fut dissoute à Reims l’escadrille de transport 03.062 « Ventoux », dissolution qui eut pour effet le départ le 19 août suivant du dernier des quatre Breguet 941. Le 8 août 1973, la direction du matériel aérien avait adressé à l’avionneur un courrier dans lequel il était écrit : « L’état-major de l’armée de l’air a décidé de ne pas faire subir au Br941S les opérations de maintenance et d’entretien majeur. Cette décision a pour conséquence d’arrêter l’activité de ces avions courant des années 1974-1975. Compte tenu de cela, j’ai l’honneur de vous demander de ne plus entreprendre de nouvelles études concernant ces appareils sauf demande notifiée par les services officiels […]
. »
Les capacités de décollage court restent encore inégalées par les avions de transport en service aujourd'hui.
En 1964, il était encore en essai au CEAM de Mont de Marsan durant quelques mois. Il décollait et se posait 3 ou 4 fois sur une longueur de piste. Les parlottes internes à la base disaient qu'il avait une faiblesse du diabolo qui a été confirmée quand il se retrouvait sur le nez, à manger la piste. Des essais d'atterrissage court ont eu lieu en 1965 dans la forêt de Bouconne, près de Toulouse.
Cet avion apparait dans l'épisode 7 de la série 2 (donc le 20e épisode en tout) de la série télévisée Les Chevaliers du ciel, avec Jacques Santi et Christian Marin. Dans cet épisode, l'avion de transport utilisé est un Breguet 941.

## Performances
Grâce à ses systèmes hypersustensateurs et à sa motorisation, la distance de roulement au décollage était de seulement 250 m, tandis qu'il pouvait atterrir en 185 m. Sa vitesse de croisière était de 420 km/h, son autonomie de 1 760 km à charge maxi, sa capacité d'emport de 9 800 kg et 56 passagers.

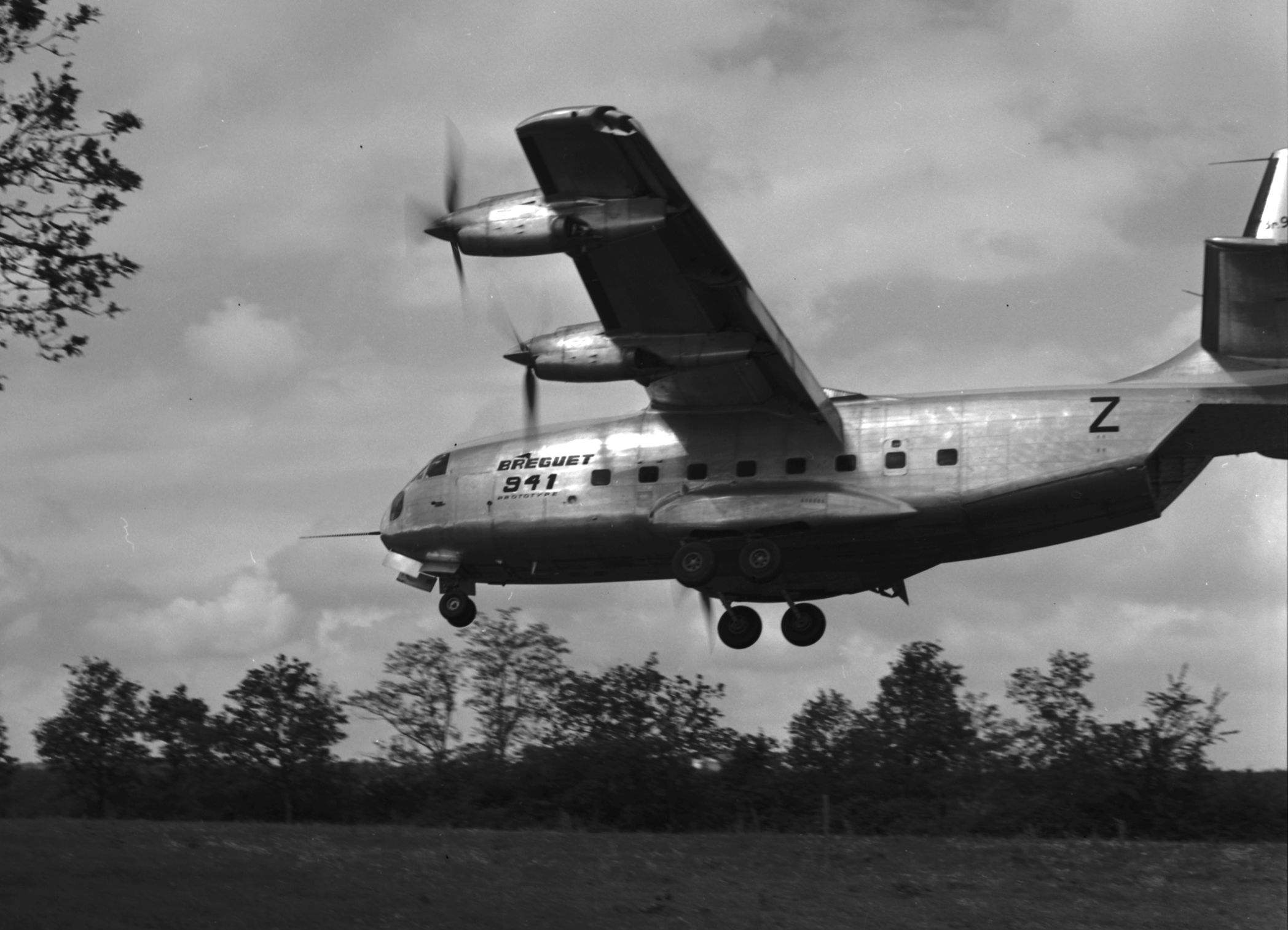
Essais d'atterrissage court en 1965

## Conservation

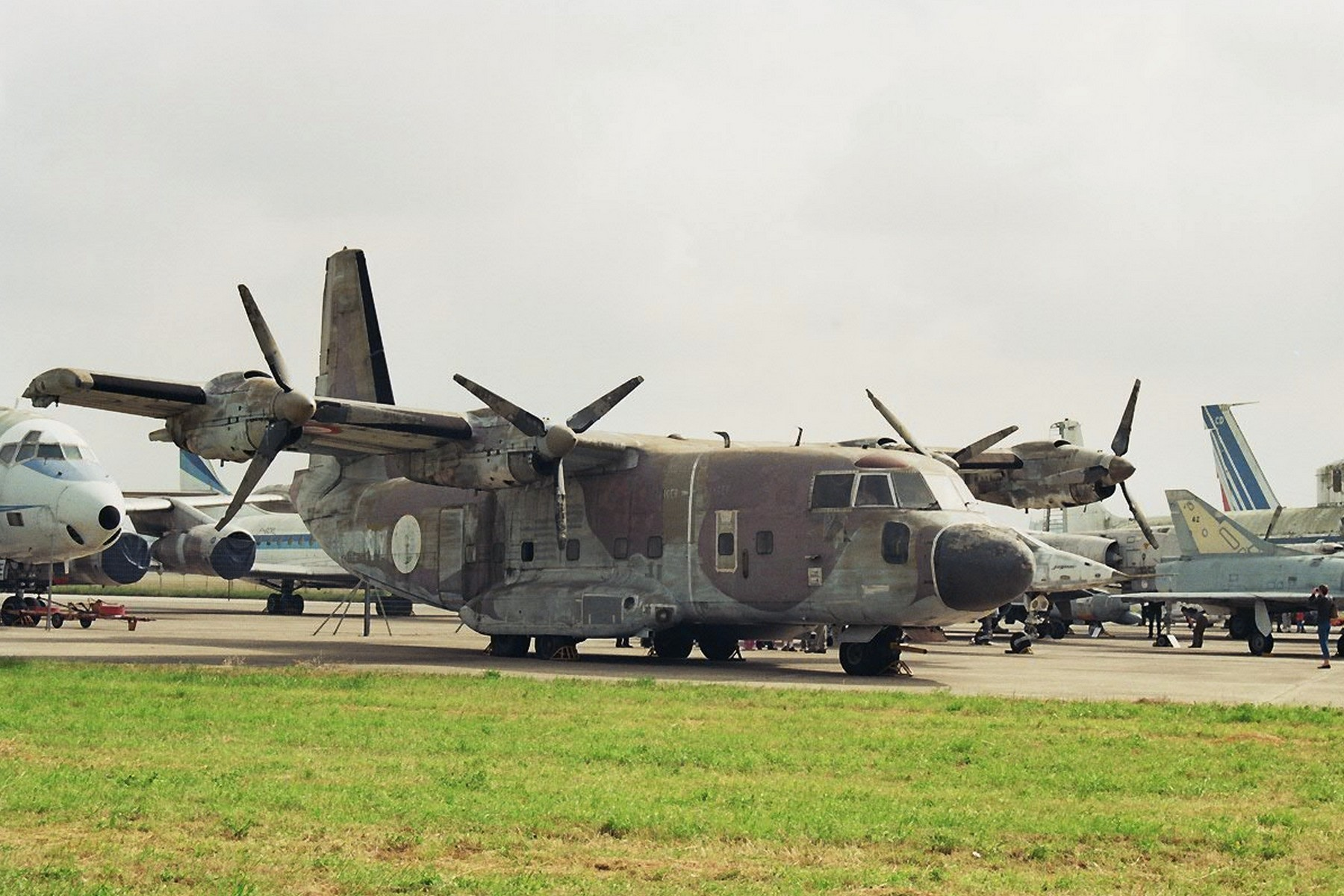
Breguet 941S no 4 à Dugny

En 2015, il reste deux exemplaires de cet engin. Le premier est dans les réserves extérieures du Musée de l'air et de l'espace du Bourget, il s'agit du Breguet 941 S no 4.
Le second (Breguet 941 S no 3) est conservé par l'association Ailes Anciennes Toulouse qui l'a rapatrié depuis le parc d'attractions Parc Avenue à Lanas en 2014. L'appareil a été utilisé par l'escadron Ventoux de l'armée française entre 1970 et 1974. Il a ensuite été exposé sur la base aérienne 278 Ambérieu-en-Bugey puis fut cédé au Conseil général de l'Ardèche qui souhaitait créer un parc d'attraction sur le thème de l'aéronautique. À la suite du changement de propriétaire, l'avion a été vendu aux Ailes Anciennes Toulouse. Il a été démonté et ramené à Blagnac en deux convois (trois camions pour les ailes, l'empennage et les quatre moteurs en décembre 2014) et un camion de 32 m de long pour le fuselage en janvier 2015. L'achat de l'avion et les dépenses pour le démontage et le rapatriement ont été financés par une campagne de financement participatif. En 2021, l'avion est en restauration au sein des Ailes Anciennes à Toulouse.

## Liens
- Dossier Aérostories sur le Breguet 940/941 [Aérostories est un magazine amateur "on line" n'existant plus, mais dont les articles sont toujours "en ligne")
- Documentaire  « Drôle de Machine - Le Breguet 941 »
- Documentaire « Le Breguet 940 Intégral »
- Présentation du Breguet 941 S sur le site des Ailes Anciennes « Breguet Br 941S | Ailes Anciennes Toulouse »